# SC Aktivist Brieske-Senftenberg

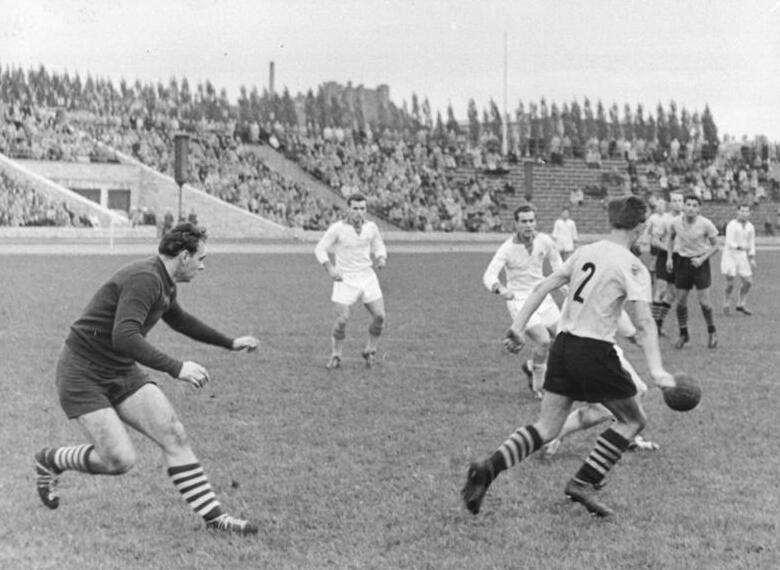
Wedstrijd in 1958 (tegen ASK Vorwärts Berlin)

SC Aktivist Brieske-Senftenberg was een Oost-Duitse sportclub uit Brieske, een stadsdeel van Senftenberg, Brandenburg, die bestond van 1954 tot 1963. 

## Geschiedenis
Om de sportprestaties in de DDR op te krikken werd van hogerhand besloten om per district een sportclub (SC) op te richten. In oktober 1954 werd dan SC Aktivist Brieske-Senftenberg opgericht. De atleten behaalden geen hoge resultaten. Begin jaren zestig werd besloten dat één sportclub per district volstond en dat deze moest gevestigd zijn in de districtshoofdstad, in dit geval Cottbus. In april 1963 werd SC Cottbus opgericht en SC Aktivist verdween kort daarna. 

### Voetbal
Kort na de oprichting werd de voetbalafdeling van BSG Aktivist Brieske-Ost overgenomen door de SC. De club speelde al sinds het ontstaan van de DDR-Oberliga in de hoogste klasse en eindigde steeds in de middenmoot. De nieuwe SC eindigde in 1954/55 meteen zesde en bereikte de halve finale van de beker. Na een overgangsseizoen waarin ze voorlaatste werden behaalden ze hun grootste succes door vicekampioen te worden in 1956 achter SC Wismut Karl-Marx-Stadt. Ook de volgende twee seizoenen eindigde de club in de top vijf. Hierna ging het bergaf met de club tot een degradatie volgde in 1962/63. Na dit seizoen werd het team verhuisd naar Cottbus. Drie jaar later kreeg voetbal een aparte status binnen de DDR en de grootste teams werden een FC, maar daar was Cottbus niet bij en de voetbalsectie sloot zich aan bij BSG Energie Cottbus. Het tweede elftal van SC Aktivist was opnieuw onder de benaming BSG Aktivist Brieske-Ost in de Bezirksliga gaan spelen.